# Yvonne Bouisset-Mignon
Pour les articles homonymes, voir Bouisset (homonymie) et Mignon.
Yvonne Suzanne Bouisset-Mignon (Paris, 21 avril 1891 - Saint-Martin-de-Seignanx, 16 mars 1978) est une peintre et graveuse française.

## Biographie
Fille d'Abel Mignon, graveuse à la pointe sèche et au burin, membre de la Société des artistes français, mention honorable au Salon des artistes français de 1912, elle obtient en 1913 le prix Belin-Dollet puis en 1926 la médaille d'argent et en 1929 la médaille d'or du Salon. Elle est alors placée hors-concours.
Elle épouse en 1913 Jacques Bouisset (1888-1977), fils de Firmin Bouisset. Elle vivait en 1950 à Fontainebleau, dans la maison de son père, où elle était dessinatrice au Muséum national d'histoire naturelle et la Biosphère de Fontainebleau et du Gâtinais.